# 키프로스의 유로 주화
키프로스의 유로 주화는 세 가지 종류의 디자인을 사용하고 있다. 주화에는 유럽 연합의 상징인 12개의 별과 발행 연도 그리고 "키프로스"(그리스어: ΚΥΠΡΟΣ, 튀르키예어: Kıbrıs)가 쓰여져 있다.

## 키프로스의 유로 주화 디자인
| € 0.01      | € 0.02 | € 0.05          |
| ----------- | ------ | --------------- |
|             |        |                 |
| 무플런      |        |                 |
| € 0.10      | € 0.20 | € 0.50          |
|             |        |                 |
| 키레니아선  |        |                 |
| € 1.00      | € 2.00 | € 2 주화 모서리 |
|             |        | 2 ΕΥΡΩ 2 EURO   |
| 포모스 신상 |        |                 |